# Ringgold (Georgia)
Ringgold è una città degli Stati Uniti d'America, situata in Georgia, nella Contea di Catoosa, della quale è il capoluogo.